# Tricharaea apicata
Tricharaea apicata är en tvåvingeart som först beskrevs av Carroll William Dodge 1968. Tricharaea apicata ingår i släktet Tricharaea och familjen köttflugor.
Artens utbredningsområde är Panama. Inga underarter finns listade i Catalogue of Life.